# روبرت كرافين
روبرت كرافين (بالإنجليزية: Robert Craven)‏ هو محامي وسياسي أمريكي، ولد في 19 نوفمبر 1955. حزبياً، نشط في الحزب الديمقراطي.